# Museo de las Fiestas de la Reconquista (Orihuela)
El museo de las Fiestas de la Reconquista se encuentra situado en dos edificios del siglo XIX rehabilitados para contener dicho museo. Fue inaugurado en 1990 y en su actual emplazamiento en 2006.
Acoge parte de una muestra permanente de objetos y elementos de los desfiles de moros y cristianos de Orihuela, como trajes, banderas, instrumentos musicales, etc. Cuenta con una zona dedicada al bando moro y otro al bando cristiano. Además componen sus fondos cartelería de la fiesta y alberga una sala de exposiciones para restos arqueológicos.

## Obra
Posee obras del pintor madrileño Eduardo Vicente como La Armengola.
- Datos: Q6034351